# François X
Pour les articles homonymes, voir X.
 (octobre 2021).
François X, de son nom civil François-Xavier Zounmenou, né à Paris le 23 août 1982, est un DJ, compositeur et producteur de musique électronique et techno français.

## Biographie
François X découvre l'univers de la musique électronique à la fin des années 1990 à Paris en passant la majeure partie de ses nuits d'adolescent dans les clubs de la capitale comme Les Bains Douches, le Queen ou encore les soirées TGV.
Il commence sa carrière de DJ au Djoon et au Rex Club en 2008, en assurant les premières parties des soirées 5 BEATS,.
Il sort son premier EP Future Roots, en 2009 sur le label de DJ Deep, Deeply Rooted qui seront suivi de The Storm Cycle (2010) et The Countdown EP (2011) qui sera remixé par le Dj résident du Berghain Marcel Dettmann.
De 2009 à 2011 François X lance avec HBT les soirées Dement3d au Djoon et au Social Club en invitant la crème internationale de la scène techno (Sandwell District, Marcel Dettmann, Scuba, Luke Slater, Dj Pete, Shackleton ...) .
Actif en tant que producteur, il crée le label Dement3d le 28 novembre 2011, cité par Resident Advisor comme un élément clé de la nouvelle scène techno française. Sur cette nouvelle plateforme, sortiront Eps, projets collaboratifs (We Move As One avec Antigone et Hiss avec Hendrik van Boetzlaer) et son premier album, Irregular Passion en 2018.

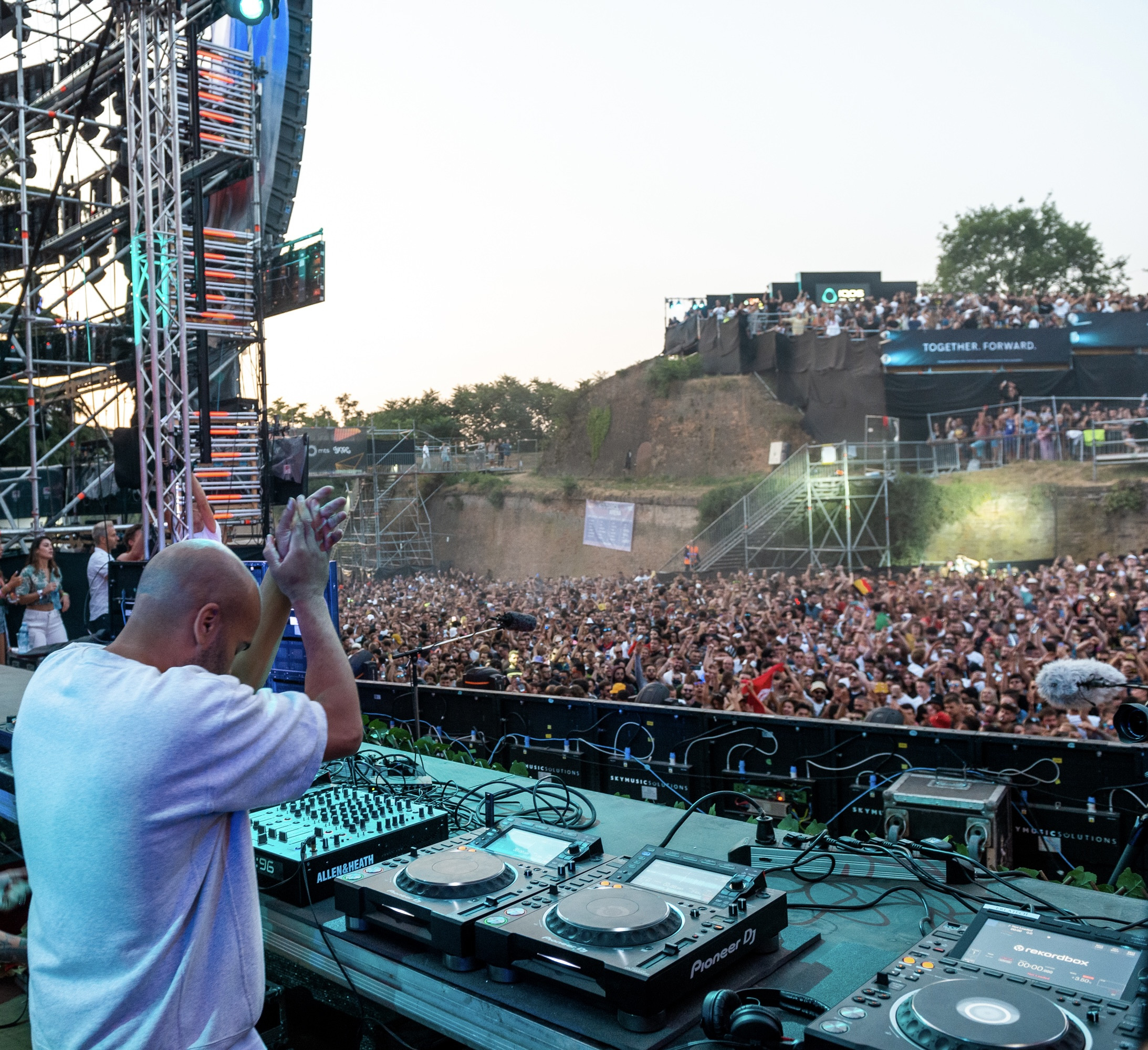
François X à l'occasion du Exit Festival 2021, lors d'un b2b avec Adiel.

En 2012, François X devient résident des soirées « Concrete », ce qui le propulse sur le devant de la scène française et internationale avec des prestations notoires à des festivals et clubs de renoms (Exit Festival, Berghain, ou Nuits Sonores).
2021 marquera un tournant avec le lancement de XX LAB, le nouveau label de François X basé sur une approche entropique et futuriste[Quoi ?]. Dès lors, une première compilation de 8 titres rassemblant une sélection de talents émergents (Vel, Elise Massoni, Uncrat) et d'artistes confirmés (François X, In Aeternam Vale, Ryan James Ford, Shifted) voit le jour.

## Discographie

### Albums
- 2019 : Irregular Passion Reshaped
- 2017 : Irregular Passion

### Singles
- 2009 : Future Roots Vol3
- 2010 : The Storm Cycle
- 2011 : The Countdown
- 2013 : Suspended In A Stasis Field
- 2015 : Unicorn Paranoïa
- 2018 : Murky Dreams
- 2020 : Clarity Bell
- 2021 : Melancholic Desire
- 2021 : XX Lab

### Albums et EP collaboratif
- 2013 : Hiss:1292 - Aetherius Society
- 2014 : Vévé (avec Hendrik van Boetzelaer)
- 2016 : We Move As One (avec Antigone)
- 2021 : François X Presents XX Lab